# Bordei Verde
Bordei Verde is een Roemeense gemeente in het district Brăila.
Bordei Verde telt 2828 inwoners.